# Matricidio

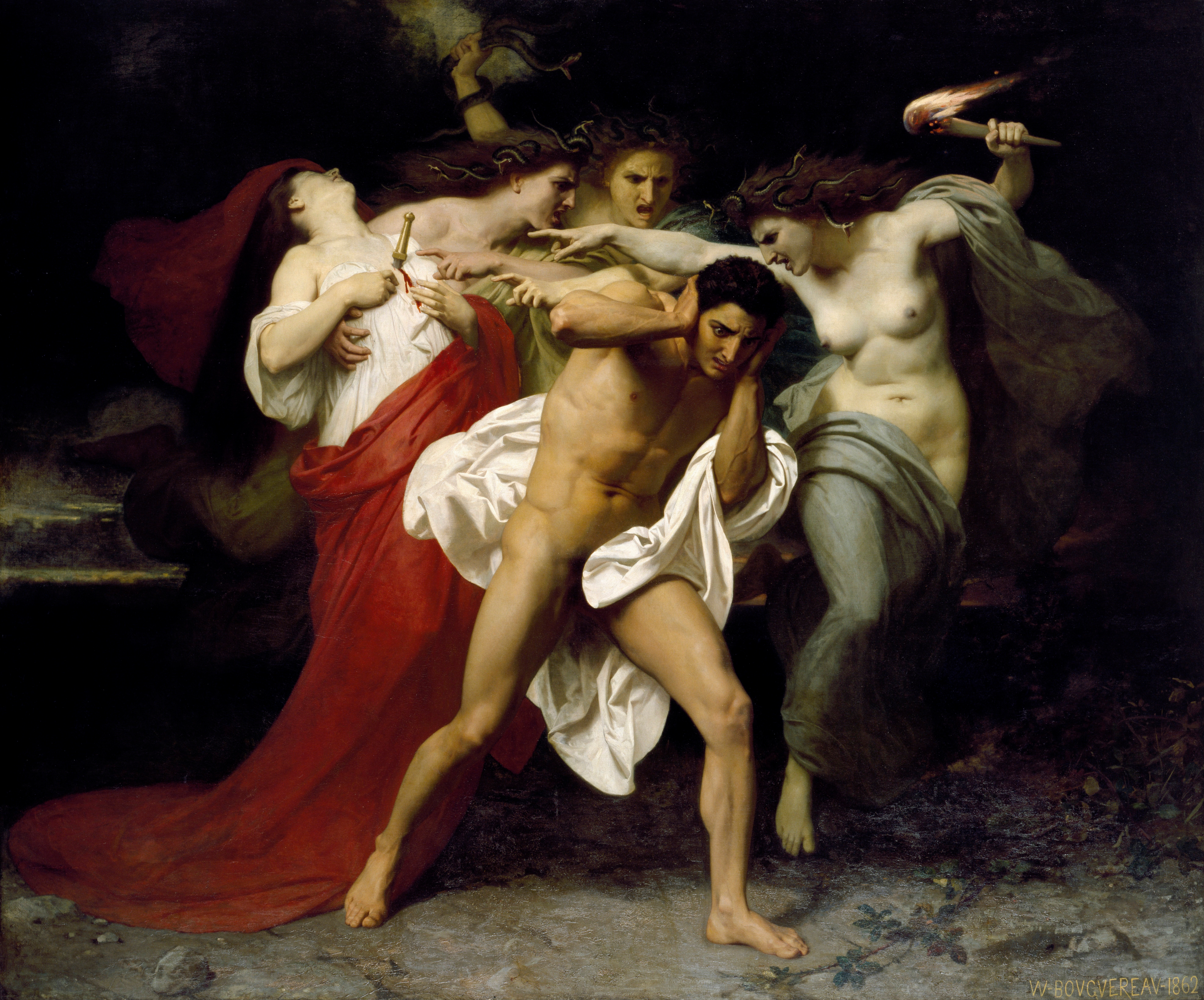
Orestes perseguido por las erinias por haber matado a su madre.

Matricidio (del latín matricidĭum) es la palabra que se usa para denominar a la acción de asesinar a la propia madre. A la persona que comete este delito se le llama matricida. 

## Matricidios infames

### Mitología griega
- Clitemnestra, esposa de Agamenón, es muerta por sus hijos Orestes y Electra, y Orestes será perseguido por las Erinias.

### Época Helenística
- Antíoco VIII Gripo obligó a tomar veneno a Cleopatra Tea, su madre, para hacerse con el trono de Siria.

### Roma Antigua
- En la licenciosa y decadente corte romana el emperador Nerón mando asesinar a su madre Agripina la Menor ya que esta le resultaba manipuladora y ambiciosa, pues pretendía usarlo como títere mientras era ella la que dirigía el imperio detrás de su hijo.
- El emperador Vitelio asesino a Sextilia, su madre, para beneficiarse de una predicción.

### Colombia
- Jhonier Leal mató a su madre y a su hermano, el reconocido estilista colombiano Mauricio Leal el 21 de noviembre de 2021 en su domicilio ubicado en La Calera, Cundinamarca.

## Otros significados de la palabra matricidio
- En Latinoamérica se le conoce a esta palabra como un sinónimo jocoso de matrimonio entendido como un acto suicida, es decir alude a los aspectos negativos de la acción que lleva a cabo una pareja al casarse.